# Lunca Rateș, Iași
Lunca Rateș este un sat în comuna Scânteia din județul Iași, Moldova, România.